# CSNZ
| Críticas profissionais | Críticas profissionais |
| Avaliações da crítica  | Avaliações da crítica  |
| Fonte                  | Avaliação              |
| ---------------------- | ---------------------- |
| allmusic               | [ 1 ]                  |

CSNZ é o terceiro álbum da banda brasileira de manguebeat Chico Science & Nação Zumbi, lançado em 1998. Esse álbum duplo é uma compilação e lançado em homenagem a Chico Science, um ano após sua morte. O primeiro disco apresenta canções inéditas de estúdio (faixas 1-5), outras gravadas ao vivo com Chico (faixas 6-10, com um pout-pourri que inclui "Lixo do Mangue", "Enquanto o Mundo Explode", "Da Lama ao Caos" e ainda um trecho de "Refuse/Resist", executada nos riffs de Territory, do Sepultura) além de uma regravação de "Samba Makossa" do grupo Planet Hemp. No segundo, nove remixagens dão às canções de Chico atmosferas dançantes, segundo visões de nomes tanto do mainstream quanto do underground: David Byrne, Arto Lindsay e Carlos Slinger. No final, há ainda o tributo feito por Goldie, "Chico - Death of a Rockstar".
Foi o último álbum lançado pela Chaos/Sony Music.

## Faixas

### Disco 1: Dia
1. "Malungo" (participação de: Jorge Ben Jor, Fred Zero Quatro, Marcelo Falcão e Marcelo D2)
2. "Nos Quintais do Mundo (Mucunã)"
3. "Protótipo Sambadélico de Mensagem Digital"
4. "Dubismo"
5. "Interlude Cien-zia"
6. "Quilombo Groove" (ao vivo)
7. "Um Satélite na Cabeça" (ao vivo)
8. Pout-Pourri (ao vivo)
  - "Lixo do Mangue"
  - "Enquanto o Mundo Explode"
  - "Da lama ao caos", "Refuse/Resist"
9. "Sobremesa" (ao vivo)
10. "Salustiano Song" (ao vivo)
11. "Samba Makossa" (por Planet Hemp)

### Disco 2: Noite
1. "Amor de Muito" (Muito Amor Mix - Remixado por Mário Caldato)
2. "Banditismo por uma Questão de Classe" (Remixado por Rodrigo Nuts e Zé Gonzales - DZCutz)
3. "A Cidade" (Forrócore mix - por DJ Soul Slinger)
4. "Rios, Pontes e Overdrives" (Liquid Dub Mix - por David Byrne)
5. "Macô" (Fila Brazillia Mix)
6. "Corpo de Lama" (Remixado por Apollo 9)
7. "Coco Dub" (A Mad Professor/Dubtronic Mix)
8. "O Cidadão do Mundo" (Remixado por Arto Lindsay)
9. "Risoflora" (Remixado por BiD)
10. "Chico - Death of a Rockstar" (por Goldie)